# Virgil Teodorescu
Virgil Teodorescu (n. 15 iunie 1909, Cobadin, Constanța – d. 24 iunie 1987, București) a fost un poet, prozator, eseist și traducător român, reprezentant al mișcării literare de avangardă românească, parte a onirismului și suprarealismului românesc, membru corespondent al Academiei Române. Virgil Teodorescu a fost membru al Comitetului Central al Partidului Comunist Român.

## Biografie
S-a înscris în 1928 la Facultatea de Litere și Filozofie din București, pe care o termină în 1935. Debutul literar are loc în 1928 în paginile revistei Bilete de papagal, editată de Tudor Arghezi, sub numele de Virgil Rareș. În 1932 editează la Constanța revista de avangardă Liceu, împreună cu Tașcu Gheorghiu și Mircea Pavelescu, iar în anii '40 se alătură celui de-al doilea val suprarealist. Scrie poezii în limba română și în limba franceză, precum și într-un limbaj poetic inventat de el, numit "leopardă". Poezia din primele sale volume face dovada unui suprarealism destul de apropiat de contururile lui originare, lăsând să se întrevadă totodată și influența lui Paul Éluard, din a cărui lirică a tradus după război. În anii 1950 a publicat poeme în stilul proletcultist, dar spre sfârșitul anilor 1960 revine timid la stilul suprarealist. Până la moartea sa, continuă să scrie poeme ce rețin unele din caracteristicile suprarealismului, apropiindu-se în stil de autori precum Nichita Stănescu sau precum Leonid Dimov (care, alături de ceilalți oniriști, l-a recunoscut drept un model, dar acesta respinsese onirismul într-un articol).
A fost președintele Uniunii Scriitorilor din România între 1974 și 1978.
În paralel cu opera sa, a tradus din numeroși autori precum Guillaume Apollinaire sau George Gordon Byron.

## Distincții
- Ordinul „Steaua Republicii Socialiste România” clasa a II-a (1971) „pentru merite deosebite în opera de construire a socialismului, cu prilejul aniversării a 50 de ani de la constituirea Partidului Comunist Român”[5]
- Ordinul „23 August” clasa I (21 august 1979) „pentru contribuția deosebită adusă la înfăptuirea politicii Partidului Comunist Român de făurire a societății socialiste multilateral dezvoltate în patria noastră, cu prilejul celei de-a 35-a aniversări a revoluției de eliberare socială și națională, antifascistă și antiimperialistă”[6]
- Ordinul „Tudor Vladimirescu” clasa I (20 august 1984) „pentru contribuția deosebită adusă la înfăptuirea politicii Partidului Comunist Român de făurire a societății socialiste multilateral dezvoltate în patria noastră, cu prilejul celei de-a 40-a aniversări a revoluției de eliberare socială și națională, antifascistă și antiimperialistă”[7]

## Opere

### Poezii și poeme în proză
- Poem în leopardă, Les Editions de L'oubli (Editura Uitării), București, 1940 (exemplar unic cu stilamancii de Dolfi Trost, ilustrat cu harta Leopardiei și un glosar)
- Diamantul conduce mâinile, Colecția suprarealistă, București, 1940 (manuscris, în colaborare cu Dolfi Trost și Paul Păun)
- Blănurile oceanelor, Editura "Tiparul Universitar", Colecția suprarealistă, București, 1945 (cu două reproduceri de Wolfgang Paalen)
- Butelia de Leyda, Colecția suprarealistă, București, 1945 (cu 4 lovaje după un brevet de Paul Păun)
- Au lobe du sel (La lobul sării), Colecția Infra-Noir, București, 1947
- La provocation (Provocarea), Colecția Infra-Noir, București, 1947
- Scriu negru pe alb, București, 1955
- Drepturi și datorii, Editura de stat pentru literatură și artă, București, 1958
- Semicerc, Editura pentru literatură, București, 1964
- Rocadă, Editura pentru literatură, București, 1966
- Corp comun, Editura tineretului, București, 1968
- Blănurile oceanelor și alte poeme, antologie, Editura pentru literatură, București, 1969 (copertă executată de autor)
- Vîrsta cretei, Colecția "Cele mai frumoase poezii", Editura Albatros, București, 1970 (cu prefață de Al. Protopopescu și un portret al autorului de Marcela Cordescu)
- Repaosul vocalei, Editura Eminescu, București, 1970
- Poemul întîlnirilor, Editura Eminescu, București, 1971 (coperta după o idee a autorului)
- Ucenicul nicăieri zărit, Editura Albatros, București, 1972 (copertă și ilustrații de Mihai Sînzianu)
- Sentinela aerului, Editura Eminescu, București, 1972 (copertă de Petre Hagiu)
- Heraldica mișcării, Editura Eminescu, București, 1973 (copertă și ilustrații de Mihai Gheorghe)
- Poezie neîntreruptă, Colecția Biblioteca pentru toți, Editura Minerva, București, 1976 (prefață de Nicolae Balotă)
- Repos de la voyelle, Editura Eminescu, București, 1976 (ediție bilingvă, traducere în limba franceză de Andreea Dobrescu-Warodin)
- Ancore lucii, Editura Eminescu, București, 1977
- Armonia contrariilor, Editura Cartea Românească, București, 1977
- Culminația umbrei, Editura Cartea Românească, București, 1978 (copertă de Victor Feodorov)
- Legea gravitației, Editura Junimea, Iași, 1979
- Cît vezi cu ochii, antologie îngrijită de autor, Editura Eminescu, București, 1983
- Un ocean devorat de licheni urmat de Poemul regăsit cu șase silamancii, Editura Cartea Românească, București, 1984

### Proză și eseu
- Critica mizeriei, în colaborare cu Gellu Naum și Paul Păun, Colecția suprarealistă, București, 1945
- Spectrul longevității. 122 de cadavre, în colaborare cu Gellu Naum, Colecția suprarealistă, București, 1946
- L'Infra-Noir (Infranegrul), în colaborare cu Gherasim Luca, Paul Păun și Dolfi Trost, Colecția Infra-Noir, București, 1947
- Éloge de Malombre (Elogiul Malombrei), în colaborare cu Gellu Naum, Gherasim Luca, Paul Păun și Dolfi Trost, Colecția suprarealistă, București, 1947

### Teatru
- Pisica de mare, piesă într-un act, 1953
- Dreptatea mării, piesă pentru teatrul de păpuși, 1976